# Абилкаїр
Абилкаї́р (каз. Әбілқайыр) — село у складі району Турара Рискулова Жамбильської області Казахстану. Входить до складу Акнієтського сільського округу.
У радянські часи село називалось Абулкаїр.
Населення — 119 осіб (2021; 414 у 2009, 186 у 1999, 184 у 1989).